# Baron Gardner

Alan Gardner, 1. Baron Gardner

Baron Gardner, of Uttoxeter in the County of Stafford, war ein erblicher britischer Adelstitel, der je einmal in der Peerage of Ireland und in der Peerage of the United Kingdom verliehen wurde.
Der Titel wurde erstmals am 29. Dezember 1800 in der Peerage of Ireland für den britischen Admiral und Politiker Sir Alan Gardner, 1. Baronet, geschaffen. Bereits am 16. August 1794 war ihm in der Baronetage of Great Britain der fortan nachgeordnete Titel Baronet, of Uttoxeter in the County of Stafford, verliehen worden. Die Verleihung der Baronie erfolgte in der Peerage of Ireland, damit Gardner seinen Sitz im britischen House of Commons aufgrund der Verleihung nicht aufgeben musste. Nachdem er 1806 auf dem House of Commons ausgeschieden war, wurde ihm der Baronstitel am 27. November 1806 erneut verliehen, diesmal in der Peerage of the United Kingdom.
Seit dem Tod seines Enkels, des 3. Barons, am 2. November 1883 ruhen alle drei Titel. Der Anspruch auf den Titel ist wegen Unklarheiten hinsichtlich der Legitimität der älteren Halbbrüder des 3. Barons umstritten und bislang hat kein Erbe seine Berechtigung beim Committee for Privileges des House of Lords wirksam nachweisen können.	

## Liste der Barons Gardner, erster und zweiter Verleihung (1800, 1806)
- Alan Gardner, 1. Baron Gardner (1742–1809)
- Alan Hyde Gardner, 2. Baron Gardner (1771–1815)
- Alan Legge Gardner, 3. Baron Gardner (1810–1883) (Titel ruht 1883)